# عندق مزدوج السوط
عندق مزدوج السوط (الاسم العلمي: Nemipterus nematophorus) (بالإنجليزية: Doublewhip threadfin bream)‏ هو نوع من الأسماك يتبع جنس العندق من فصيلة العندقات.